# 李有燦
李 有燦（イ・ユチャン、韓国語: 이유찬、1998年8月5日 - ）は、大韓民国・仁川広域市出身のプロ野球選手（内野手）。
改名前の名前は「李 炳輝（イ・ビョンフィ、이병휘）」だった。

## 経歴
高校卒業後の2次ドラフトで指名され2017年に斗山ベアーズへ入団した。
2018年5月9日のKIAタイガース戦でデビュー初出場。代走として登場しその後は二塁の守備についた。
同年6月22日のサムスン・ライオンズ戦で崔池光からプロ初安打を放った。その後は一度登録を抹消されたが再登録後は10月12日のNCダイノス戦でデビュー初打点を記録。さらに、ポストシーズンエントリーにも含まれたが、目立った活躍はなかった。
2019年は25試合の出場で打率2割3分台3安打1打点5盗塁の成績にとどまった。またシーズン前に現在の名前に改名した。
2020年はスプリングキャンプから1軍に加わり、シーズンでは内野の控え、代走や守備固めとして起用された。
2021年から軍服務のため尚武に入団することが確定した。
2022年9月21日、除隊されてチームに復帰した。すると翌日に即一軍登録され、復帰3打席目でプロ初ホームランを打った。

## プレースタイル・人物
アマチュア時代は目立った活躍はなかったが、高校1年生の時からレギュラー二塁手として32試合に出場し2年からは遊撃手としてプレーした。
また、高校通算57試合で26盗塁を記録する俊足も持ち合わせている。
クイックスローと身軽なボディをもとに広い守備範囲を誇るが、守備において最も目立つ弱点は送球である。
同僚の金仁泰は高校の先輩にあたるが、年の差が4歳なので高校時代に一緒にプレーしたことはなかった。

## 詳細情報

### 年度別打撃成績
| 年 度    | 球 団    | 試 合 | 打 席 | 打 数 | 得 点 | 安 打 | 二 塁 打 | 三 塁 打 | 本 塁 打 | 塁 打 | 打 点 | 盗 塁 | 盗 塁 死 | 犠 打 | 犠 飛 | 四 球 | 敬 遠 | 死 球 | 三 振 | 併 殺 打 | 打 率 | 出 塁 率 | 長 打 率 | O P S |
| -------- | -------- | ----- | ----- | ----- | ----- | ----- | -------- | -------- | -------- | ----- | ----- | ----- | -------- | ----- | ----- | ----- | ----- | ----- | ----- | -------- | ----- | -------- | -------- | ----- |
| 2018     | 斗山     | 28    | 24    | 22    | 5     | 6     | 1        | 0        | 0        | 7     | 2     | 1     | 1        | 0     | 0     | 1     | 0     | 1     | 6     | 1        | .273  | .333     | .318     | .651  |
| 2019     | 斗山     | 25    | 13    | 13    | 6     | 3     | 0        | 0        | 0        | 3     | 1     | 5     | 0        | 0     | 0     | 0     | 0     | 0     | 3     | 0        | .231  | .231     | .231     | .462  |
| 2020     | 斗山     | 101   | 108   | 89    | 30    | 23    | 2        | 1        | 0        | 27    | 6     | 13    | 4        | 2     | 1     | 14    | 0     | 2     | 25    | 2        | .258  | .368     | .303     | .671  |
| 2022     | 斗山     | 13    | 31    | 29    | 3     | 7     | 0        | 0        | 1        | 10    | 2     | 1     | 1        | 1     | 1     | 0     | 0     | 0     | 12    | 0        | .241  | .233     | .345     | .578  |
| 2023     | 斗山     | 104   | 239   | 210   | 31    | 51    | 7        | 2        | 1        | 65    | 16    | 12    | 5        | 5     | 1     | 20    | 0     | 3     | 51    | 0        | .243  | .316     | .310     | .626  |
| 2024     | 斗山     | 103   | 262   | 231   | 39    | 64    | 11       | 0        | 3        | 84    | 23    | 16    | 6        | 7     | 1     | 22    | 0     | 1     | 51    | 9        | .277  | .341     | .364     | .705  |
| KBO：6年 | KBO：6年 | 379   | 689   | 604   | 114   | 156   | 21       | 3        | 5        | 198   | 51    | 48    | 17       | 15    | 4     | 59    | 0     | 7     | 153   | 12       | .259  | .329     | .330     | .659  |

- 2024年度シーズン終了時

### 背番号
- 7 （2017年 - 2018年、2023年）
- 14 （2019年 - 2020年）
- 25 （2022年途中 - 同年終了）
- 13 （2025年 - ）